# Alexander Henderson (photographe)
Pour les articles homonymes, voir Alexander Henderson et Henderson.
Alexander Henderson est un photographe canadien d'origine écossaise né à Édimbourg en 1831 et mort à Montréal en 1913.

## Biographie
Alexander Henderson est né à Édimbourg le 9 juillet 1831.  Issu d'une famille aisée, il est le petit-fils d'Alexander Henderson of Press. À la mort de son père lorsqu'il a 9 ans, il est pris en charge par son oncle, Eagle Henderson (1803-1853). En 1851 ce dernier l'envoie visiter l'Exposition universelle de 1851 à Londres alors qu'il a 19 ans ; ce qui lui donnera le goût des voyages et développera son intérêt pour les nouvelles technologies. Il entreprend des études en comptabilité selon la volonté de sa famille plutôt que par intérêt personnel alors qu'il aurait préféré une profession plus créative.  En 1855, il se marie à Agnes Elder Robertson (1828-1895) et émigre au Canada deux semaines plus tard.  
Le couple s'installe à Montréal où Henderson travaille comme comptable et s'initie à la photographie comme passe-temps.  Il deviendra photographe professionnel en 1866 en se spécialisant d'abord dans les portraits puis dans les photographies de paysages qui lui vaudront de nombreux prix à l'international et qui permirent de documenter le Canada du milieu du XIXe siècle. Il photographie d'abord Montréal puis différentes régions du Québec et de l’Ontario principalement, mais également de l’Ouest Canadien où il a suivi le développement du chemin de fer jusqu’en Colombie Britannique pour le compte du Canadien Pacifique où il a créé et géré le service de photographie. 
En 1897, il prend sa retraite et après sa mort en 1913 son travail tombe dans l’oubli et aurait pu disparaître n’eut été du musée McCord Stewart qui recueillit près de 2000 de ses photographies alors que la majorité de ses négatifs ont été jetés à la poubelle par son petit-fils. On estime d'ailleurs que les photographies qui subsistent ne représentent en fait qu'une infime partie de son œuvre complète.

## Œuvre
Bien que la majorité de ses photographies se trouvent au musée McCord Stewart, on en trouve également quelques-unes au musée des Beaux-Arts du Canada et à la Galerie nationale d'Écosse. Des photographies ainsi que des négatifs originaux sont conservés au Musée national des beaux-arts du Québec,.
En 2022, dans le but de faire connaître son œuvre au grand public, le musée McCord Stewart organise la première exposition d’envergure qui lui est consacré. Cette exposition fut accompagnée de la publication d'un ouvrage d'Hélène Samson et Suzanne Sauvage portant sur son œuvre : Alexander Henderson : Art and Nature (2022).